# Edoardo Albinati
Edoardo Albinati, né le 11 octobre 1956 à Rome, est un écrivain italien.

## Biographie
Edoardo Albinati a été éditeur du magazine Nuovi Argomenti à partir de 1984. Il entame sa carrière d'écrivain en 1988. Alors qu'il travaille auprès du Haut Commissariat des Nations unies pour les réfugiés de 2002 à 2004, il fait paraître des articles dans Corriere della Sera et La Repubblica concernant la situation des réfugiés en Afghanistan et au Tchad. Depuis 1994, il pratique une activité d'enseignement au sein de la prison romaine de Rebibbia qu'il raconte dans son récit autobiographique Maggio selvaggio (1999).
Il a également collaboré de manière ponctuelle à l'adaptation de scénarios pour le cinéma, notamment à Tale of Tales de Matteo Garrone et Fais de beaux rêves de Marco Bellocchio. Son roman La scuola cattolica a été adapté au cinéma par Stefano Mordini en 2021.

## Œuvre
Romans
- Il polacco lavatore di vetri, éditions Longanesi, 1989  (ISBN 88-304-0882-4)

Le Polonais laveur de vitres, éditions du Rocher, 1991  (ISBN 978-2268010076)
- Svenimenti, éditions Einaudi, 2004  (ISBN 88-06-17130-5) – prix Viareggio 2004
- Tuttalpiù muoio avec Filippo Timi, éditions Fandango, 2006  (ISBN 88-6044-009-2)
- La scuola cattolica, éditions Rizzoli, 2016  (ISBN 978-88-17-08683-7) – prix Strega 2016[2]
- Un adulterio, éditions Rizzoli, 2017

Un adultère, trad. Marguerite Pozzoli, Actes Sud, 2018
- Cuori fanatici,, éditions Rizzoli, 2020.
- Desideri deviati, éditions Rizzoli, 2020.

Récits
- Arabeschi della vita morale, éditions Longanesi, 1988  (ISBN 88-304-0775-5)
- Orti di guerra, éditions Fazi, 1997  (ISBN 88-8112-048-8)
- 19, éditions Mondadori, 2001  (ISBN 88-04-49841-2)
- Voci nel buio, éditions Charta, 2005  (ISBN 88-8158-582-0)
- Guerra alla tristezza!, éditions Fandango, 2009  (ISBN 978-88-6044-126-3)

Autobiographies
- Maggio selvaggio, éditions Mondadori, 1999  (ISBN 88-04-45806-2)
- Il ritorno. Diario di una missione in Afghanistan, éditions Oscar Mondadori, 2002  (ISBN 88-04-51419-1)
- Vita e morte di un ingegnere, éditions Mondadori, 2012  (ISBN 978-88-04-61468-5) – prix Mondello 2012

Poésie
- Elegie e proverbi, éditions Mondadori, 1989  (ISBN 88-04-32436-8) – prix Flaiano de poésie 1990
- La comunione dei beni, éditions Giunti, 1995  (ISBN 88-09-20604-5)
- Mare o monti avec Paolo Del Colle, éditions L'obliquo/A.A.M. Architettura Arte Moderna, 1997
- Sintassi italiana, éditions Guanda, 2002  (ISBN 88-8246-295-1)

Essais
- Oro colato. Otto lezioni sulla materia della scrittura, éditions Fandango, 2014  (ISBN 978-88-6044-444-8).